# Tadhg Purcell
Tadhg Purcell (Dublino, 9 febbraio 1985) è un calciatore irlandese, attaccante del Darlington.

## Carriera
Si è svincolato dallo Shamrock Rovers in data 28 settembre 2009.